# Iglesia ortodoxa rusa en Rabat

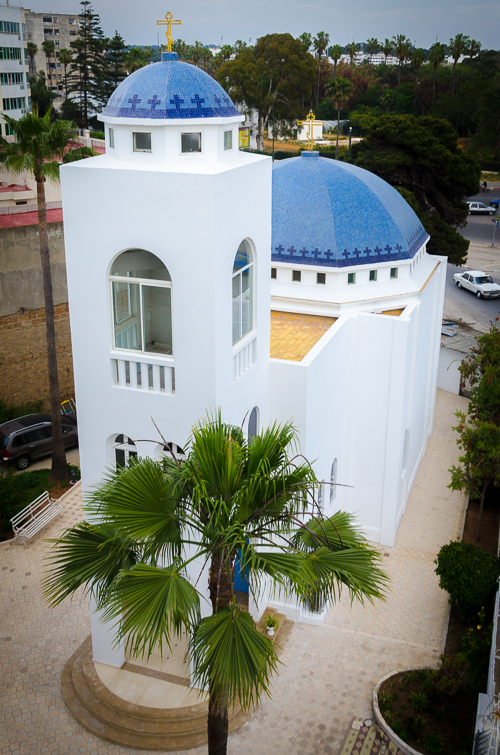
La Iglesia ortodoxa rusa en Rabat

La Iglesia de la Resurrección de Cristo (en ruso: Церковь Воскресения Христова) en Rabat es la más antigua de las tres iglesias ortodoxas que funcionan en Marruecos. Está bajo la jurisdicción de la Iglesia ortodoxa rusa.

## Historia
La primera piedra de la iglesia se colocó el 6 de julio de 1931. El templo fue consagrado el 13 de noviembre de 1932 en honor de la Resurrección de Jesús por el metropolitano Eulogius (Gueorguiyevski).
La iglesia fue pintada completamente por pintores de iconos de Moscú en 2011.